# 鄭如岡
鄭如岡（16世紀—17世紀），湖廣荊州府石首縣人，明朝政治人物。

## 生平
鄭如岡是天啟七年（1627年）丁卯科湖廣鄉試舉人，崇禎十三年（1640年）授羅山知縣，羅山被流寇蹂躪，他到任後招撫流民，人們賴以安集，卻因催糧不力考績下等而辭官歸里，縣民都為他可惜。

## 引用
1. 1 2  同治《石首縣志·卷六·人物志》：鄭如岡，天啟丁卯舉人，選河南羅山縣令，羅山前為流賊殘破，岡至招撫流亡，民賴安集，以催科政拙授下考歸里，邑民惜之。